# نجم ثعباني
نجم ثعباني أو أُفْيُور (الاسم العلمي: Ophiura ophiura)، نوع من نجم البحر الهش وفصيلة أفعوانيات الأذناب ورتبة أفعوانيات الذنب.
عادًة ما يوجد في قاع البحر الساحلي حول شمال غرب أوروبا.